# Gabriele Walek
Gabriele Walek (* 16. Dezember 1970) ist eine ehemalige deutsche Fußballspielerin.

## Karriere
Walek spielte von 1990 bis 1992 für Grün-Weiß Brauweiler, zunächst in der zweitklassigen Regionalliga West, danach – durch den Aufstieg bedingt – in der seinerzeit zweigleisigen Bundesliga, in der sie mit ihrer Mannschaft in der Gruppe Nord den zweiten Platz belegte, der zur Teilnahme an der Endrunde um die Deutsche Meisterschaft berechtigte. Das Hin- und Rückspiel im Halbfinale gegen den FSV Frankfurt konnte ihre Mannschaft im Gesamtergebnis mit 3:2 für sich entscheiden. Das am 28. Juni 1992 im Siegener Leimbachstadion ausgetragene Finale um die Deutsche Meisterschaft wurde jedoch mit 0:2 gegen den TSV Siegen verloren. Ein Jahr zuvor, am 22. Juni 1991, sorgte sie mit ihrer Mannschaft für die größte Sensation in der DFB-Pokal-Geschichte. Im Olympiastadion Berlin wurde der TSV Siegen – im Vorspiel zum Männerfinale – vor 5000 Zuschauern durch das Tor von Michaela Kubat in der 19. Minute mit 1:0 bezwungen.

## Erfolge
- Meisterschaftsfinalist 1992
- Meister Regionalliga West 1991 und Aufstieg in die Bundesliga Nord
- DFB-Pokal-Sieger 1991